# Jang Sung-taek
Jang Song-thaek (장성택) (Kangwon, Corea del Nord, 2 de febrer de 1946 - Pionyang, 12 de desembre de 2013) va ser el vicepresident de la Comissió Nacional de Defensa de la República Popular Democràtica de Corea fins a la seva caiguda en desgràcia al desembre de 2013.